# Тро, Кари
Кари Тро (норв. Kari Traa, 28 января 1974, Восс) — норвежская фристайлистка (могул), олимпийская чемпионка Солт-Лейк-Сити-2002, серебряный призёр Турина-2006, бронзовый призёр Нагано-1998, четырёхкратная чемпионка мира.
Кари Тро дебютировала на этапе кубка мира 16 марта 1990 года (Ла-Клюза, Франция), ещё до того, как фристайл был включён в олимпийскую программу. В феврале 1995 года в том же Ля-Клюза на чемпионате мира она стала семнадцатой в могуле, в 1997 году в Японии — пятой. 19 января 1996 года она впервые заняла призовое место (третье) на этапе кубка мира, в Брекенридже (США), а 9 января 1997 года в Мон-Трамблан (Канада) впервые победила в этапе кубка мира. Всего она за карьеру выиграла 36 этапов кубка мира, четырежды чемпионат мира (дважды — в 2001 и 2003 — в могуле и параллельном могуле), а также трижды выигрывала серебро на чемпионатах мира (в 1999 в могуле и параллельном могуле, в 2005 в параллельном могуле).
Кари Тро участвовала в 4 зимних Олимпийских играх, и в трёх завоёвывала медаль: золото в Солт-Лейк-Сити в 2002, серебро в Турине в 2006, бронзу в Нагано в 1998. В Альбервиле в 1992 году она стала 14-й и не вышла в финал, а зимние Олимпийские игры в Лиллехаммере она пропустила из-за травмы колена. Фактически завершила карьеру в 2006 году. В 2007 году ни разу не приняла участие в этапах кубка мира, но выступила на чемпионате мира в Мадонна-ди-Кампильо в Италии, где в могуле заняла 11-е место.
В 2002 году Тро основала компанию по продаже спортивной одежды, и даже впоследствии получила премии за свои коллекции. В 2006 году была опубликована её автобиография «Кари». Она также занимается организацией спортивных соревнований, в частности, фестиваля Ekstremsportveko в её родном Воссе, одного из крупнейших в мире соревнований по экстремальным видам спорта.
Тро снялась почти полностью обнажённой для спортивного журнала Ultrasport в 2001 году и несколько раз избиралась «Самой сексуальной женщиной Норвегии».